# Tsumkwe
Tsumkwe is een dorp in de regio Otjozondjupa in het noordoosten van Namibië, bekend als de hoofdstad van het San-volk in Namibië.
Het gebied rond Tsumkwe kent een opmerkelijke flora en fauna. Met name in het nabijgelegen Khaudum National Park waar leeuwen, cheetahs, hyena's en Afrikaanse wilde honden te vinden zijn.
52 km ten oosten van Tsumkwe ligt de grensovergang Dobe, waar de grens met Botswana kan worden overgestoken.